# Кузано Мутри
Кузано Мутри је насеље у Италији у округу Беневенто, региону Кампанија.
Према процени из 2011. у насељу је живело 1010 становника. Насеље се налази на надморској висини од 394 м.

## Становништво
| 1951. | 1961. | 1971. | 1981. | 1991. | 2001. | 2011. |
| ----- | ----- | ----- | ----- | ----- | ----- | ----- |
| 5.173 | 5.063 | 4.325 | 4.360 | 4.469 | 4.396 | 4.186 |